# Jan Rutten (priester)

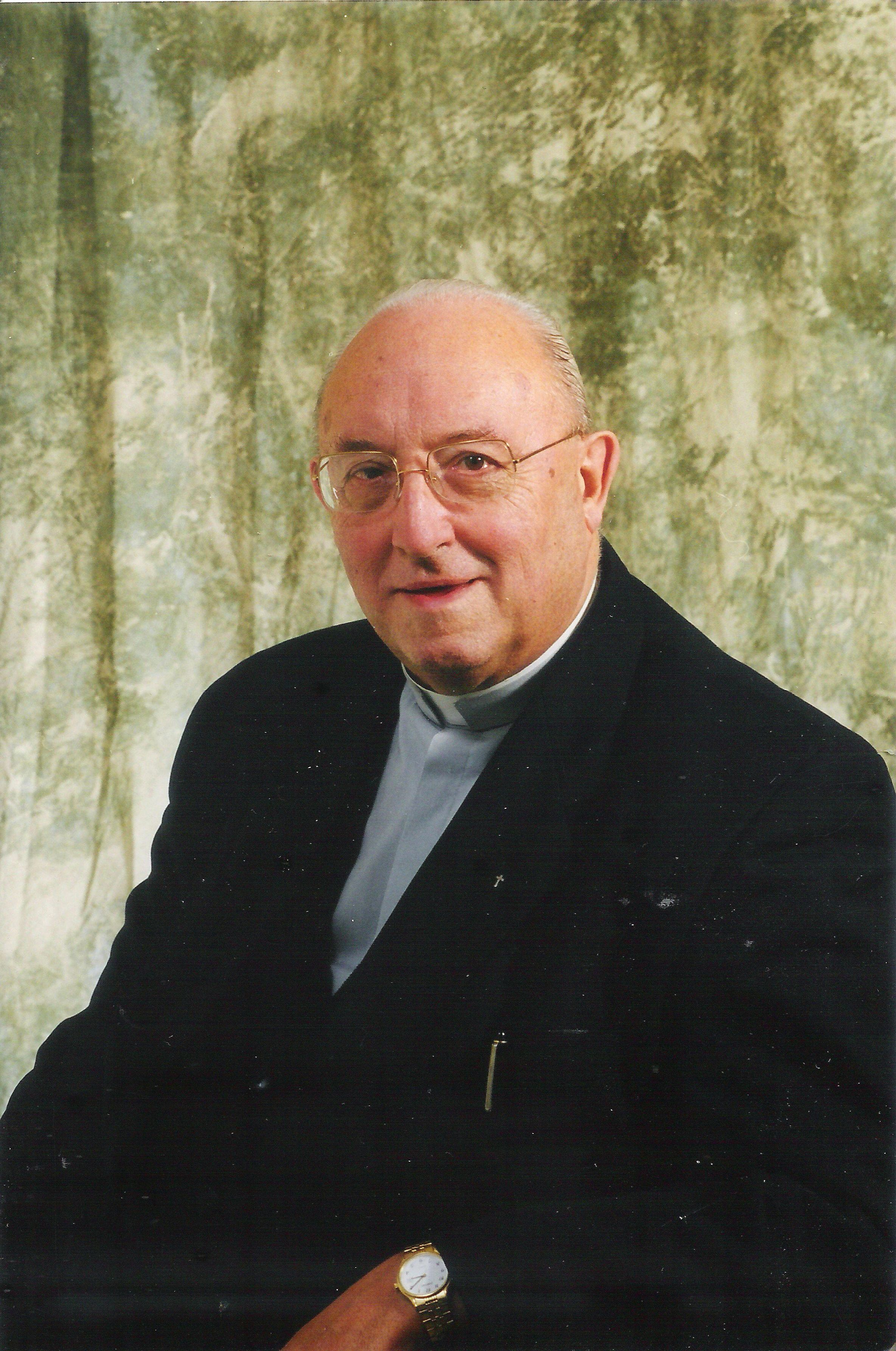
Jan Rutten omstreeks 2010

Jan Rutten (Geistingen, 6 augustus 1916 – Sint-Truiden, 23 juni 2012) was een Belgisch priester en heemkundige over de religieuze geschiedenis van Sint-Truiden.

## Levensloop
Rutten, neef van Martinus-Hubert Rutten, bisschop van Luik van 1902-1927, studeerde te Maaseik in het college van de Kruisheren en werd na studies te Sint-Truiden en te Luik op 20 oktober 1940 priester gewijd door bisschop Louis-Joseph Kerkhofs.
Hij was achtereenvolgens leraar aan het Kleinseminarie Saint Roch, Ferrières (1940-1943), Kapelaan van de Ste. Véronique-parochie te Luik (1943-1952), Pastoor van de Ste. Marie- parochie te Ans (1952-1960) en pastoor van de St. Remacle-parochie te Luik (1960-1965).
Van 1965 tot aan zijn emeritaat in 1993 was hij deken van het dekenaat Sint-Truiden. Daar was hij stichter van Wiric en van Mensen helpen Mensen (CAW), oprichter van de Schatkamer Onze-Lieve-Vrouwe Kerk en van de St. Jan Berchmansschool, ere-proost en lid van Pro Petri Sede, ere-voorzitter en lid van de Geschied- en Oudheidkundige Kring van Sint-Truiden, ere-lid van Amici Cantemus, ere-lid van de vzw Federatie van Geschied- en Oudheidkundige Kringen van Limburg.

## Heemkundige
Vooral na zijn emeritaat in 1993 heeft hij zich uitvoerig ingezet voor de ontsluiting van de religieuze geschiedenis van Sint-Truiden. Zo ondernam hij de volledige inventarisatie van het rijke archief van de dekenale Onze-Lieve-Vrouwe Kerk te Sint-Truiden en schreef hij talrijke bijdragen over de geschiedenis van de parochie en van de abdij van Sint-Truiden.

## Werken (selectie)
- De cantorie of sangherije bij het kapittel van Onze-Lieve-Vrouw te Sint-Truiden (1451-1797), in: Historische bijdragen opgedragen aan Pater Archangelus Houbaert o.f.m. ((Sint-Truiden: Geschied-en Oudheidkundige Kring Sint-Truiden, 1980).
- Kerkelijke kunst in Sint-Truiden. Samensteller: Jan Rutten (Sint-Truiden : Comité der Trudofeesten, 1984), 208 p.
- De toren van de Onze-Lieve-Vrouwekerk te Sint-Truiden. Enkele gegevens over de bouwgeschiedenis, in: Historische bijdragen over Sint-Truiden en omgeving ter nagedachtenis van G. Heynen (Sint-Truiden: Geschied-en Oudheidkundige Kring Sint-Truiden, 1984).
- In daad en denken : een greep uit het leven en woord van Eerwaarde Heer Jan Rutten, Deken van Sint-Truiden. (Sint-Truiden, 1990), 116 p. (Huldeboek aan pastoor-deken Jan Rutten naar aanleiding van zijn gouden priesterfeest en zilveren ambtsjubileum aangeboden).
- Een slag(?) van Halmaal in 1602, in: Limburg 73 (1994), 75-81.
- Over aartsdiakonaal recht in Sint-Truiden. Een conflict tussen abt Hubert van Sutendael (1639-1663) en deken Christophorus Damen (1624-1647), in: Limburg 74 (1995), 121-128.
- Het grote orgel in de Onze-Lieve-Vrouw-Hemelvaartkerk te Sint-Truiden : Restauratie en renovatie 1992-96. Inleider: Jan Rutten (Sint-Truiden : Cultureel Centrum De Bogaard Sint-Truiden, 1996), z.p.
- De abdij van Sint-Truiden : een verhaal (Sint-Truiden : De Blauwe Vogel, 2003), 161 p.
- De broederschappen in het kerkarchief van de Onze-Lieve-Vrouwe-Kerk te Sint-Truiden. Een bijdrage tot de pastoraaleconomie in het Ancien Régime, in: Limburg-Oude Land van Loon 82 (2003), 313-369.
- Restauratie van het kerkelijke leven in Sint-Truiden na de Franse revolutie (Sint-Truiden : Heemkundige Kring Groot Sint-Truiden, 2005), 21 p.
- De Klerkenkapel in Sint-Truiden 1286-1798, in: Limburg-Oude Land van Loon 84 (2005), 181-192.
- Sint-Truiden, stad van kerken en kloosters (Sint-Truiden : Heemkundige Kring van Groot-Sint-Truiden, 2006), 76 p.
- De Sint-Truidense Klerkenkapel, in: Historische bijdragen over Sint-Truiden en omgeving opgedragen aan Kamiel Stevaux (Sint-Truiden: Geschied-en Oudheidkundige Kring Sint-Truiden, 2006).
- Het dekenaat Sint-Truiden : historische notities (Sint-Truiden : Heemkundige Kring Groot Sint-Truiden, 2007), 110 p.
- Postuum: Het Heilig Janneken, in: t Maendachboekje Sint-Truiden 2015/2 (Publicatie door de Geschied-en Oudheidkundige Kring Sint-Truiden)